# Megachile lagopoda
M. lagopoda là một loài Hymenoptera trong họ Megachilidae. Loài này được Linnaeus mô tả khoa học năm 1761.